# Андреєв Кузьма Андрійович
Андре́єв Кузьма́ Андрі́йович (*1857, село Карлиган — †16 вересня 1940, місто Можга) — удмуртський просвітитель, місіонер. Зробив значний внесок у розвиток шкільної справи, в поширенні християнського світогляду, в підйом культури удмуртського народу.
Недовгий час навчався в Старо-Цип'їнській школі грамоти та в Сардебаській місіонерській хрещено-татарській школі. Під керівництвом М. І. Ільмінського, а пізніше Н. А. Бобровникова, займався самоосвітою, перекладацькою роботою. В 1881—1883 роках заснував школу, яка пізніше була перетворена у відому Карлиганську центральну удмуртську школу, яка стала освітянським та просвітницьким центром системи «християнської просвіти» М. І. Ільмінського в краї. Вів успішну місіонерську роботу серед удмуртського, марійського і татарського населення, забезпечив відкриття десятків шкіл у В'ятській та Казанській губерніях. Співпрацював в наукових експедиціях Ю.Віхмана та А. Гямяляйнена, допомагав в ознайомчій експедиції С.Чичериної.